# Порт-де-Бенож
Порт-де-Бенож (фр. Porte-de-Benauge) — муніципалітет у Франції, у регіоні Нова Аквітанія, департамент Жиронда. Порт-де-Бенож утворено 1 січня 2019 року шляхом злиття муніципалітетів Арбіс i Кантуа. Адміністративним центром муніципалітету є Арбіс. Населення — 586 осіб (01.01.2021).